# HK Njoman Hrodna
Der HK Njoman Hrodna (belarussisch ХК Нёман Гродна, russisch ХК Неман Гродно/Neman Grodno) ist ein belarussischer Eishockeyklub aus Hrodna, der in der belarussischen Extraliga spielt. Der Klub wurde 1988 gegründet und trägt seine Heimspiele in der Arena Hrodna aus, die 2.700 Zuschauern Platz bietet.

## Geschichte
1988 wurde auf Basis zweier bestehender Eishockeyclubs, „SchWSM Grodno“ und „SKIF-SchWSM Minsk“, der Verein unter dem Namen „Progress-SchWSM Hrodna“ neu gegründet. Dessen Geldgeber war der Mühlenbetrieb der Kolchose der Region Grodno. Nach dem Zerfall der Sowjetunion wurde der Verein 1991 in Njoman Hrodna umbenannt und gehört seit 1993 der neuen belarussischen Liga an.

## Erfolge
Der Verein gewann bisher siebenmal die belarussische Meisterschaft – 1998, 1999, 2001, 2013, 2014, 2017 und 2018. Über mehrere Jahre nahm die Mannschaft auch an der East European Hockey League teil und konnte dessen Meistertitel 1996 gewinnen.

### IIHF-Continental-Cup-Sieger 2015
| Continental-Cup-Sieger 2015 | Torhüter: Jan Schelepnjow, Maksim Samankou Verteidiger: Sjarhej Bogoleischa, Sjarhej Kopylez, Andrej Karschunau, Alexander Medwedew, Illja Nasarewytsch, Daniel Seman Stürmer: Pawel Bojartschuk, Sjarhej Chomko, Pawel Korsakow, Jaroslav Kristek, Konstantin Lastowezki, Wjatschaslau Lisitschkin, Sjarhej Maljauka, Aljaksandr Maljauka, Uladsimir Michaljou, Iwan Mjadel, Maxim Ossipow, Dsmitry Panzyrew, Aleksejs Širokovs, Jegor Stepanow Trainerstab: Wassili Spiridonow, Aleh Malaschkewitsch, Arunas Aleinikovas |

### Belarussischer Meister 2014
| Belarussischer Meister | Torhüter: Igor Brikun, Maksim Samankou Abwehr: Aljaksej Badun, Sjarhej Bogoleischa, Sjarhej Kolassau, Sjarhej Kopylez, Andrej Korschunau, Jauhen Korytso, Jauhen Lissawez, Jaroslau Maslennikau Angriff: Wiktor Andruschtschenko, Pawel Bojartschuk, Aljaksandr Kowschik, Jaroslav Kristek, Wjatschaslau Lisitschkin, Stanislau Lapatschuk, Sjarhej Maljauka, Aljaksandr Maljauka, Uladsimir Michaljou, Iwan Mjadel, Dmitri Panzyrew, Jegor Stepanau, Aljaksandr Ussenka, Aljaksej Sawinousky Trainerstab: Dsmitryj Krautschanka, Eduard Waliullin, Oleg Strjukow |

## Trainer
- 1988–2004 Anatol Warywontschyk
- 2004–2008 Wladimir Schenko
- 2009–2011 Dsmitryj Krautschanka
- 2011–2012 Oleg Strjukow
- 2012–2014 Dsmitryj Krautschanka
- 2014 Aigars Cipruss
- Sept. 2014–2015 Wassili Spiridonow
- 2015–2016 Miloš Holaň
- seit 2016 Sergei Puschkow

## Spielstätte

Eissportpalast Hrodna
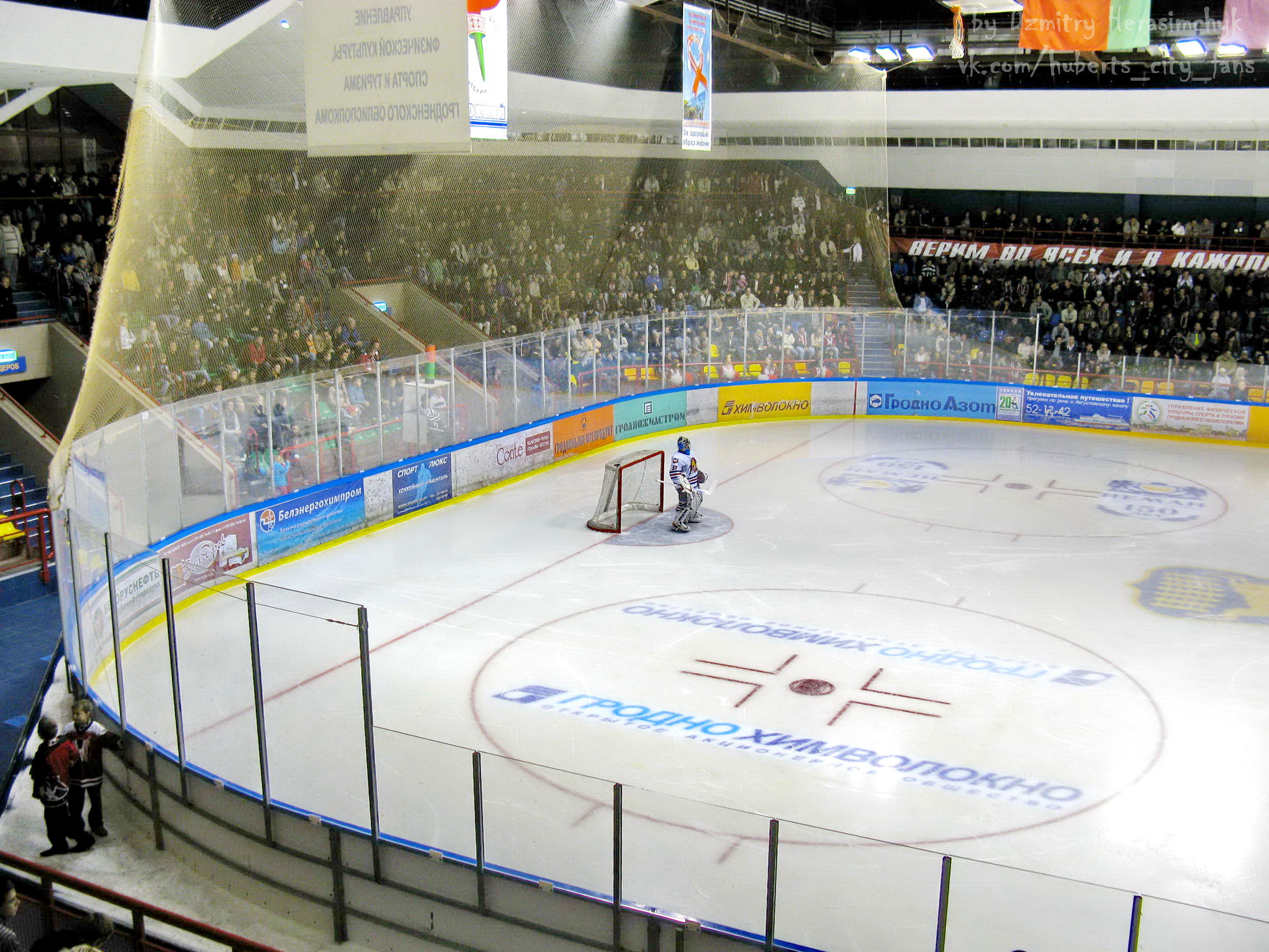
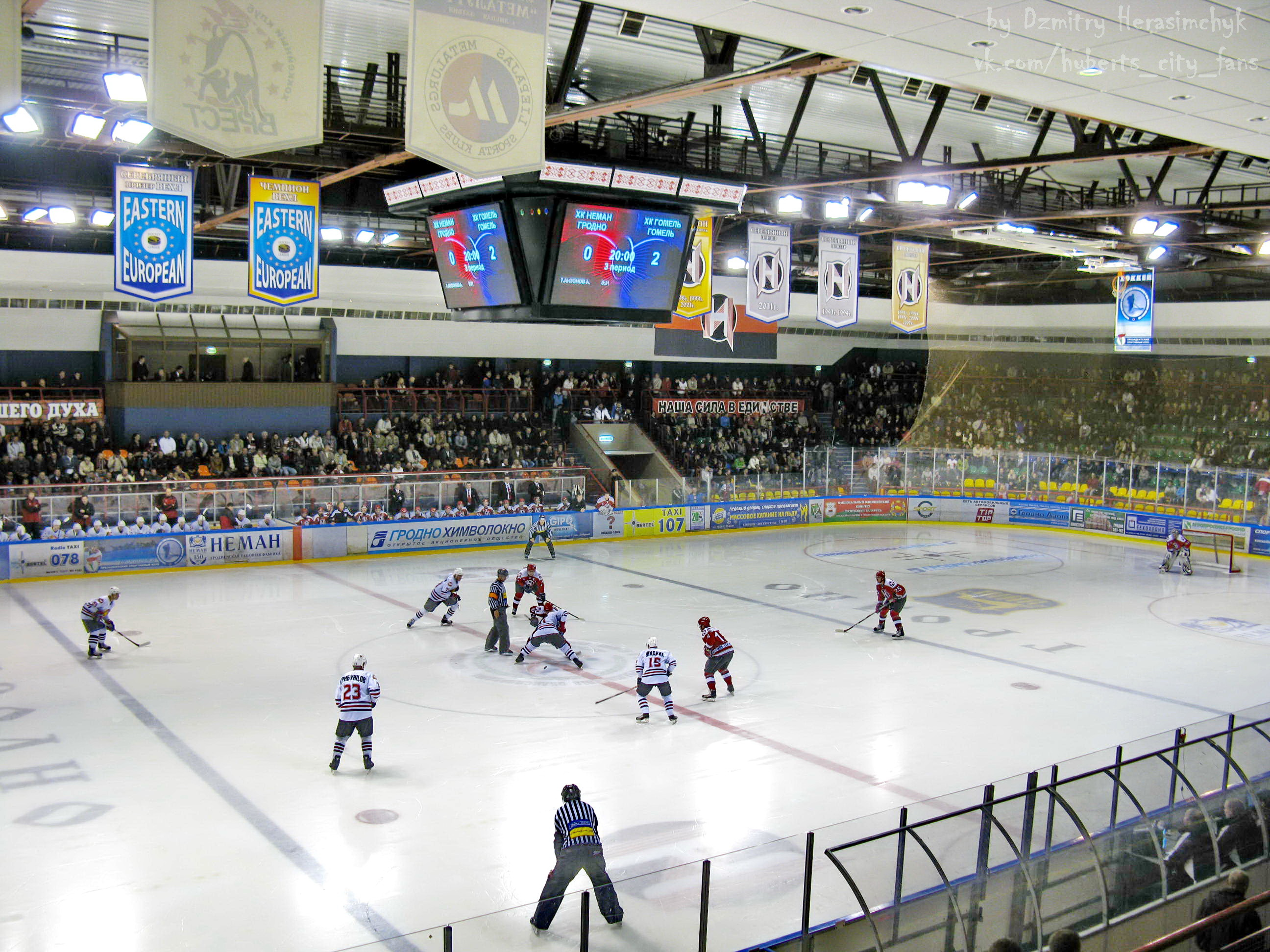
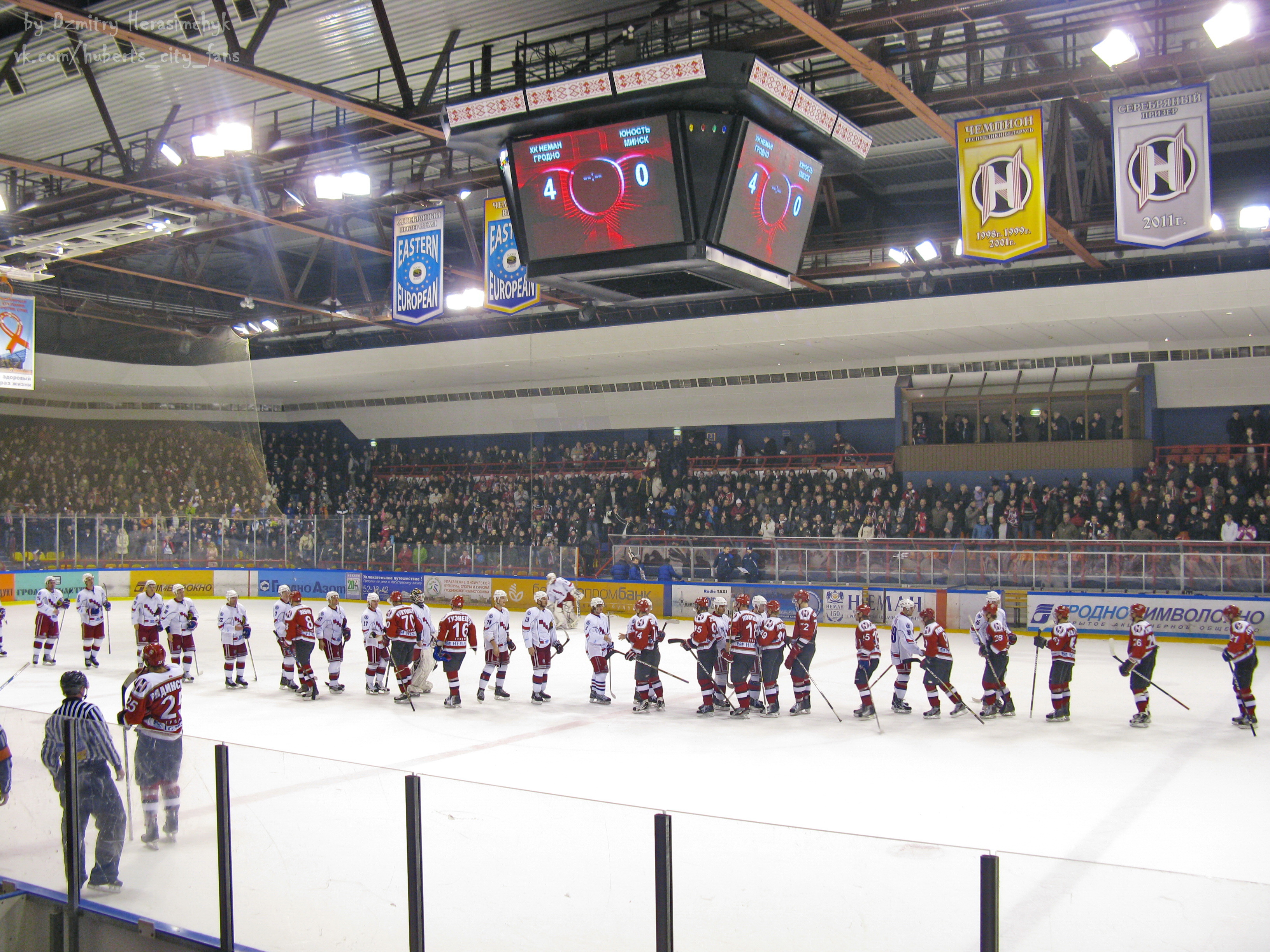
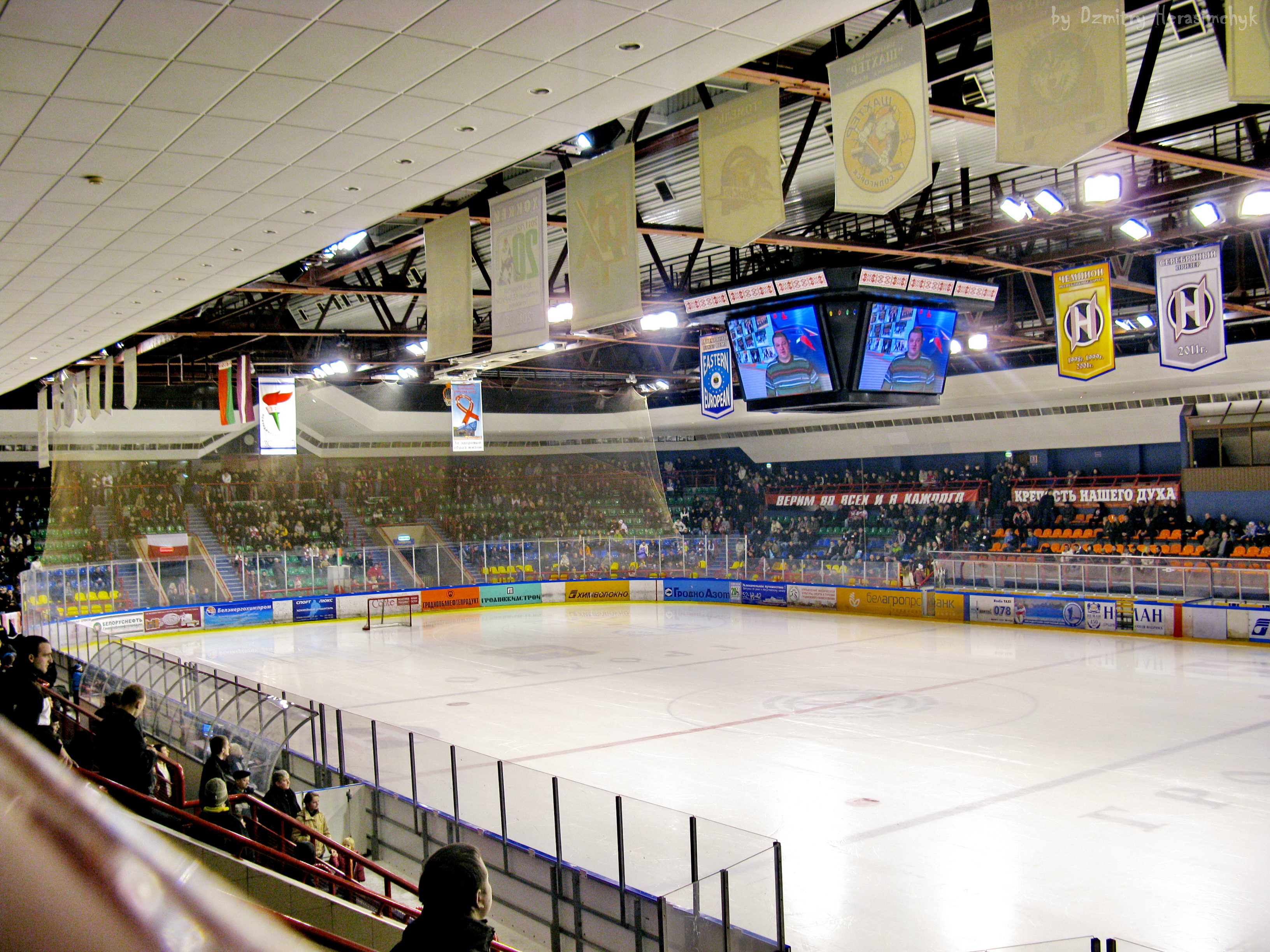
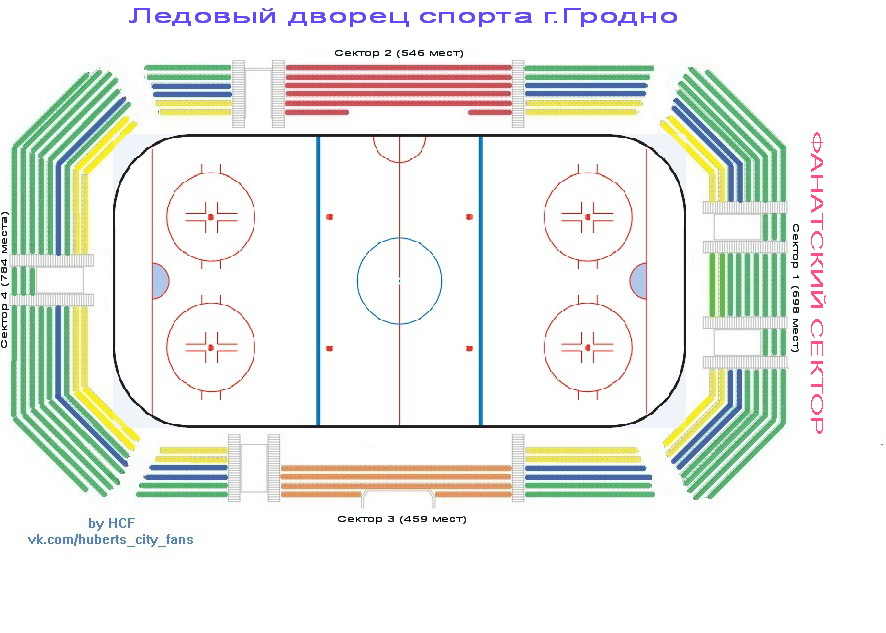